# Rode eikenlichtmot
De rode eikenlichtmot (Acrobasis tumidana) (voorheen geplaatst in het geslacht Conobathra) is een nachtvlinder uit de familie Pyralidae, de snuitmotten. De spanwijdte van de vlinder bedraagt tussen de 19 en 24 millimeter. De soort overwintert als rups.

## Waardplant
De rode eikenlichtmot heeft eik als waardplant.

## Voorkomen in Nederland en België
De rode eikenlichtmot is in Nederland en België een vrij gewone soort. De soort kent één generatie die vliegt in juli en augustus.